# Здание Симбирского поземельного банка
Здание Симбирского поземельного банка — бывшее здание Дворянского земельного и Крестьянского поземельного банков. Построено в 1911 году. С 1973 года — объект культурного наследия регионального значения. Расположено в Ульяновске на улице Льва Толстого, дом 42.

## История

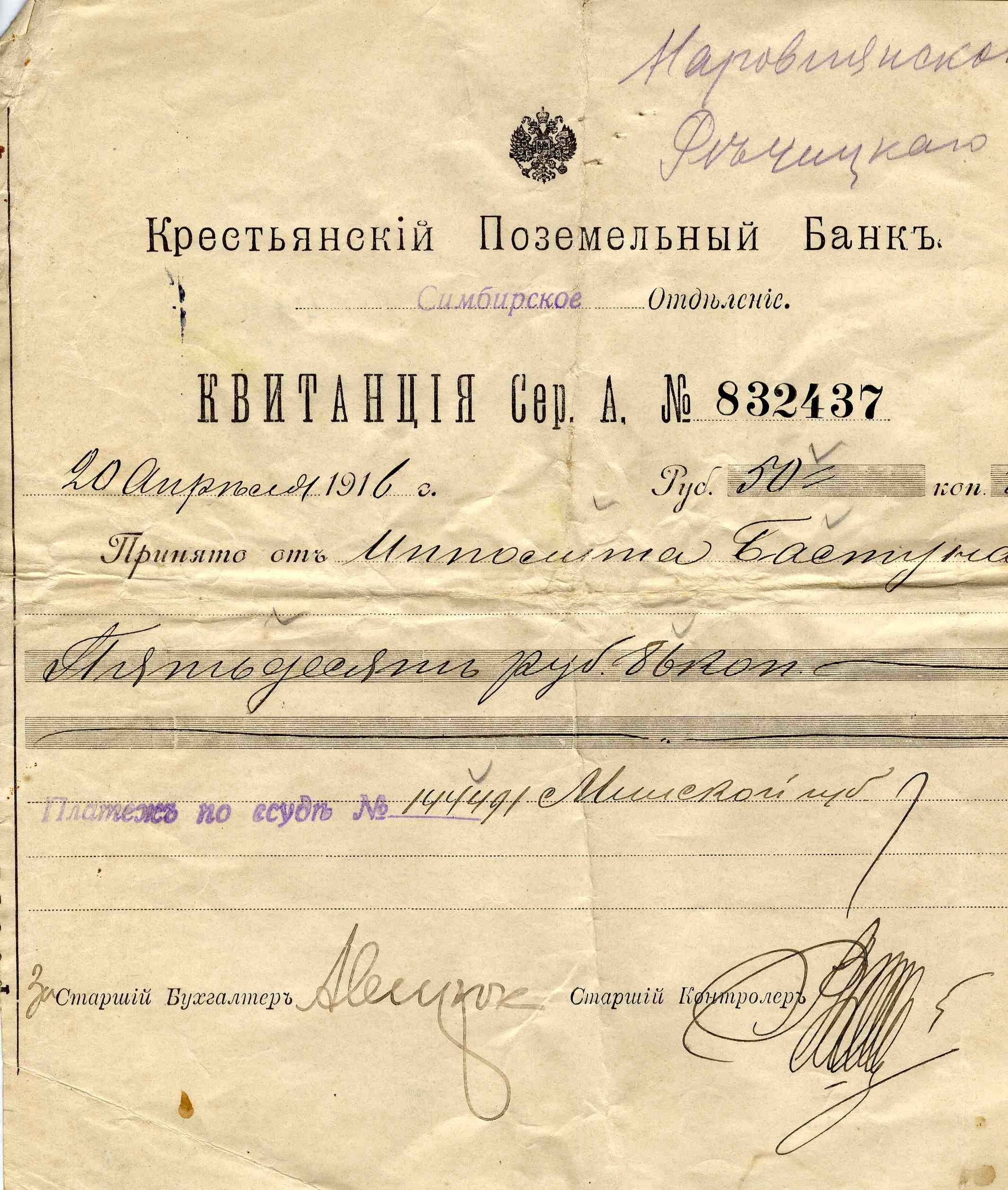
Квитанция Симбирского отделения Крестьянского поземельного банка.

В начале 1909 года правление Симбирского банка приобрело усадьбу у наследников майора Ф. Ф. Гельшерта на Покровской улице (ул. Л. Толстого) и объявило конкурс на проект здания. Победил один из двух проектов, представленных городским архитектором Симбирска Фёдором Осиповичем Ливчаком. Здание было построено в 1910—1911 годах и предназначалось для Дворянского земельного и крестьянского поземельного банков.
По декрету СНК от 25 ноября 1917 года Крестьянский Поземельный банк был упразднён в связи с уничтожением сословных учреждений. В 1918 году в здании банка разместился Симбирский губернский совет народного хозяйства. Позднее в нём находились Горкоммунотдел, Горсовет, Облисполком. В 1960-е гг. — Ульяновский политехнический институт, в настоящее время — один из корпусов Ульяновского государственного университета.

### Охранный статус
Решением Исполнительного комитета Ульяновского областного Совета депутатов трудящихся от 06.12.1973 г. № 834 «О дополнительном списке памятников истории и культуры г. Ульяновска и области, подлежащих государственной охране», Здание Симбирского поземельного банка, 1900-е гг., Ф. О. Ливчак, получил статус объекта культурного наследия города Ульяновска регионального значения.
В 2017 году Актом государственной историко-культурной экспертизы был подтверждён статус объекта культурного наследия города Ульяновска регионального значения.

## Галерея

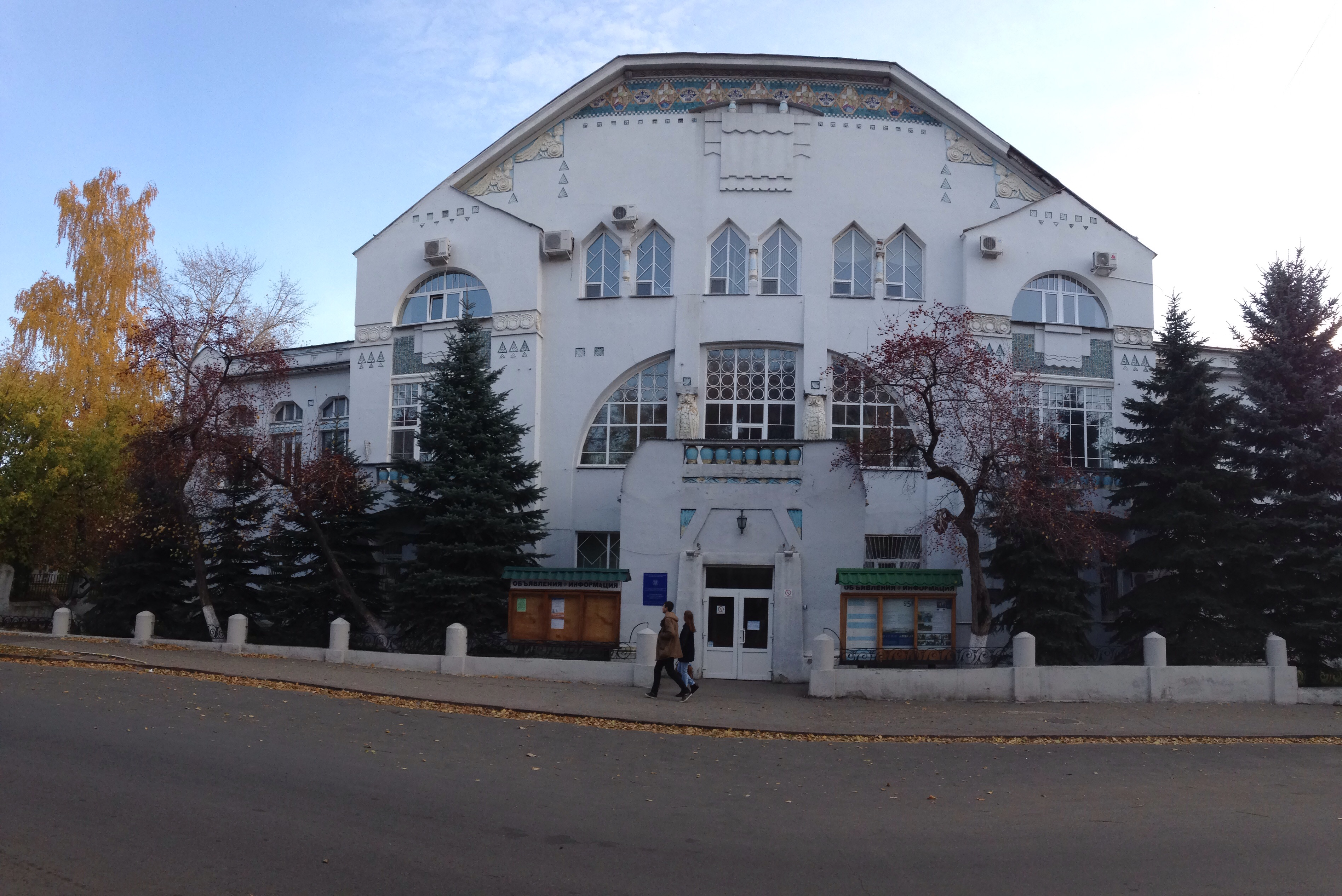
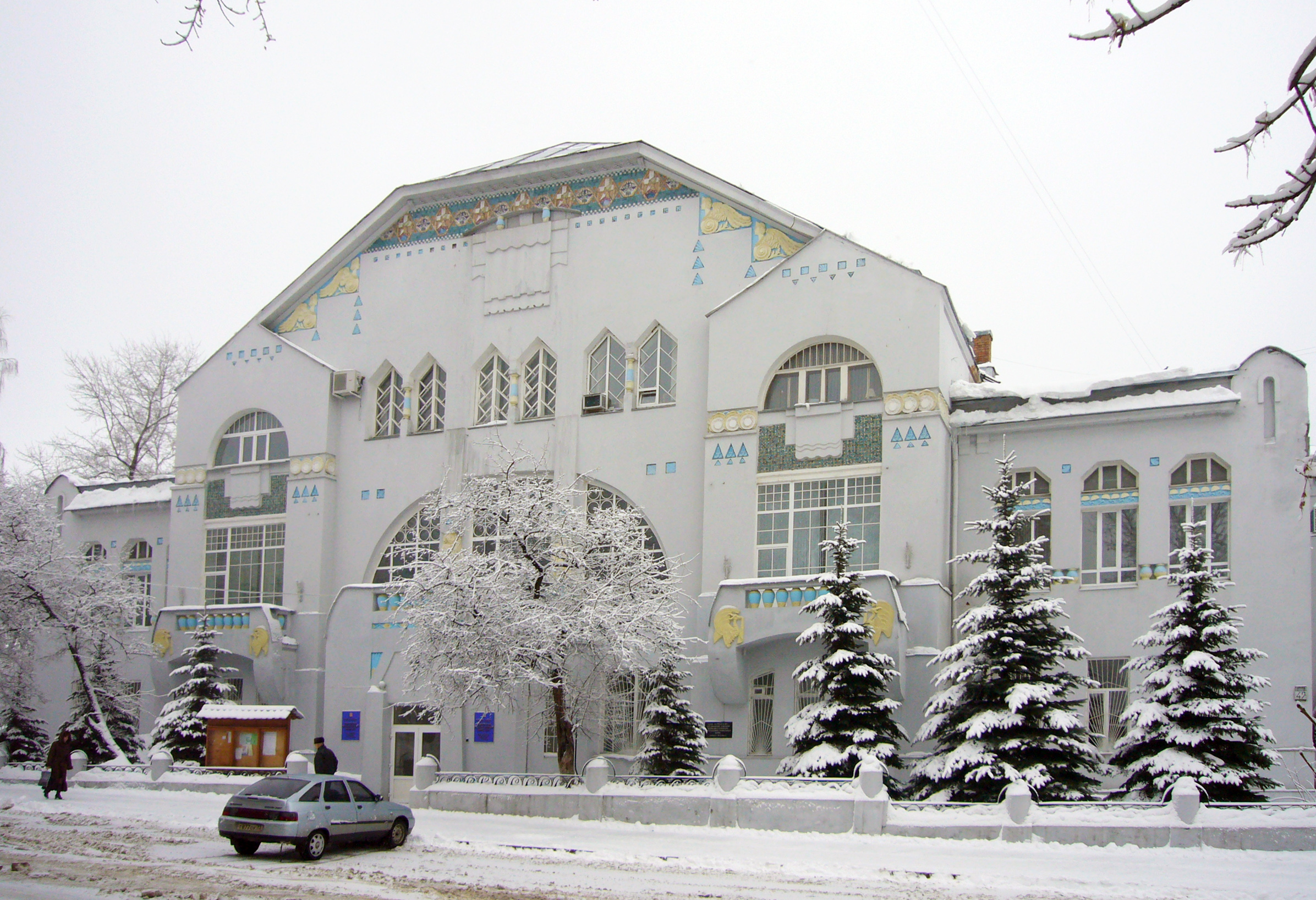
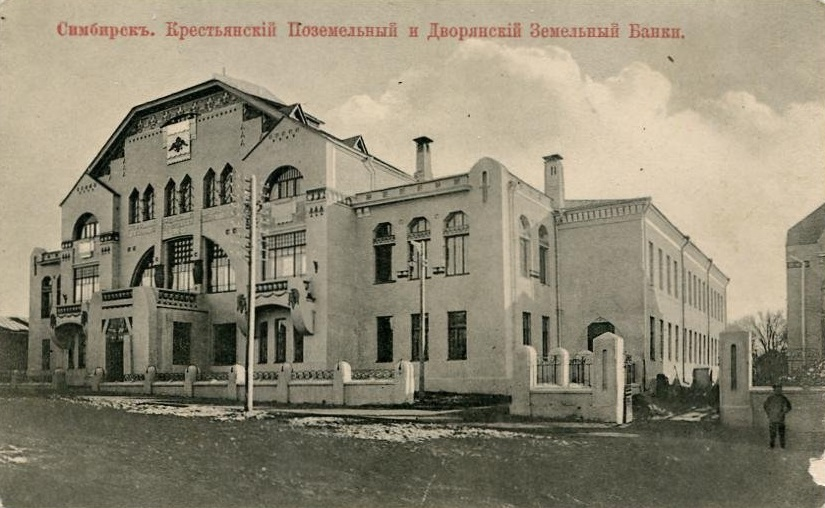
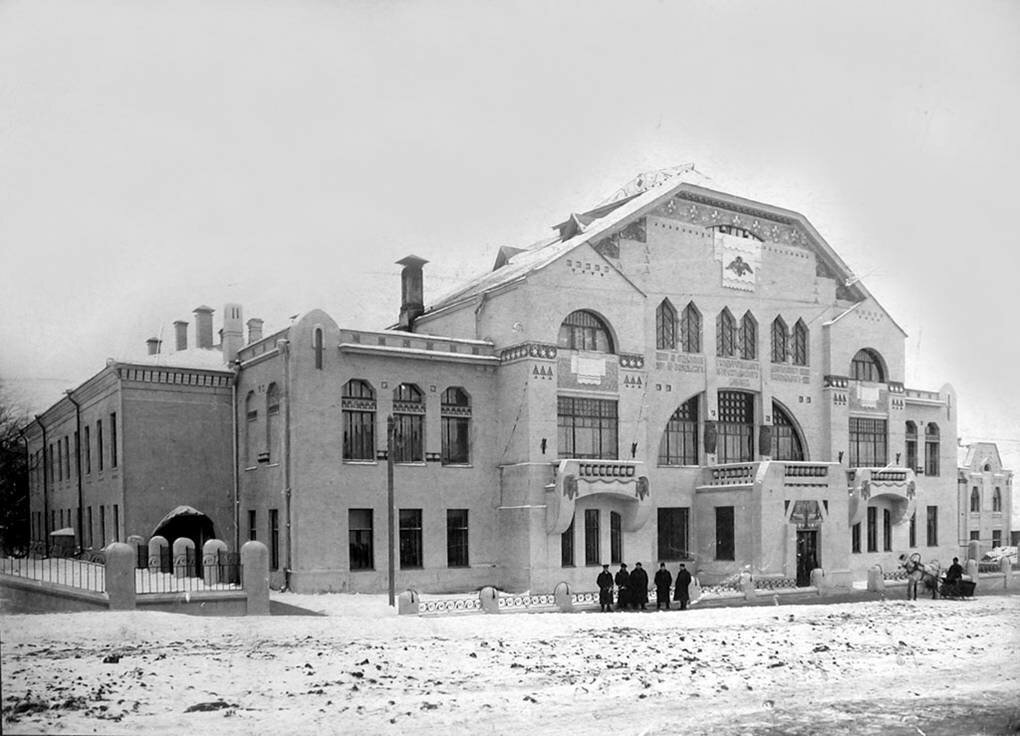
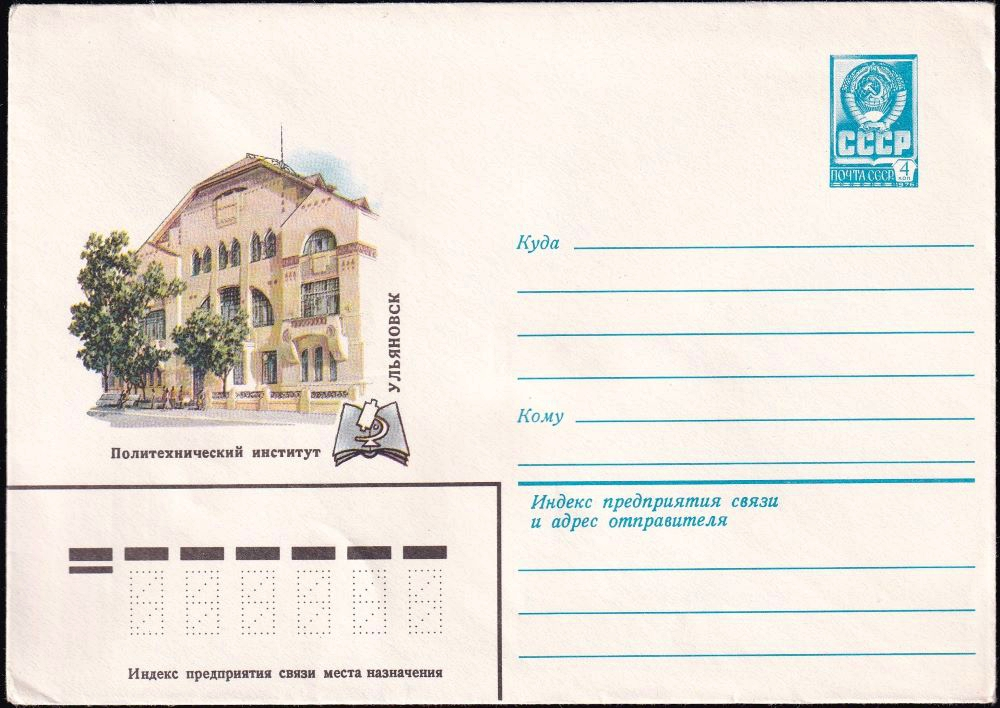
ХМК СССР, 1979. Ульяновск. Политехнический институт.
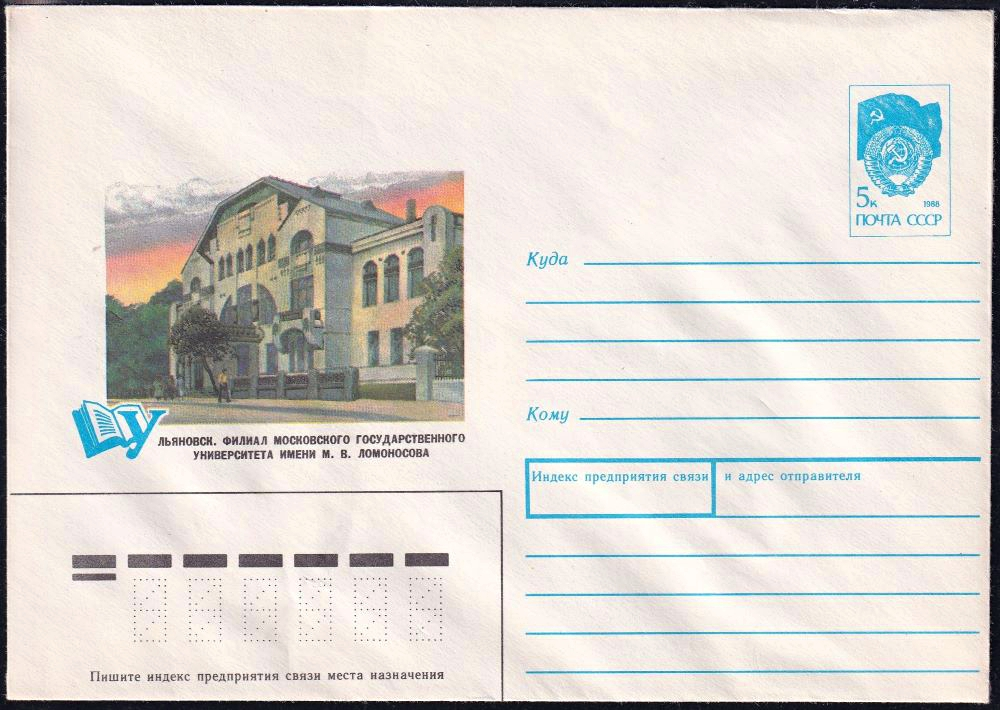
ХМК СССР, 1990 г. Ульяновск. Филиал московского университета имени М. В. Ломоносова.